# Atlantis (film, 1991)
Pour les articles homonymes, voir Atlantis.
Pour plus de détails, voir Fiche technique et Distribution.
Atlantis est un documentaire franco-italien réalisé par Luc Besson, sorti en 1991.

## Synopsis
Après le succès colossal du Grand Bleu, Luc Besson a sillonné les mers et les océans du monde entier pour filmer la beauté et la diversité de la faune sous-marine : des pieuvres géantes de Vancouver, aux raies mantas du Pacifique (Nouvelle-Calédonie), en passant par les requins gris de Tahiti.
Un film sans autres acteurs et décors que les fonds sous-marins.

## Contenu

### Premier jour
- La lumière
- L'esprit
- Le mouvement
- Le jeu
- La grâce
- La nuit
- La foi
- La tendresse
- L'amour
- La haine

### Dernier jour
- La naissance

## Fiche technique
Sauf indication contraire, les informations mentionnées dans cette section peuvent être confirmées par la base de données cinématographiques IMDb,  présente dans la section « Liens externes ».
- Titre original : Atlantis
- Réalisation : Luc Besson
- Assistant réalisateur : Vincent Ravalec
- Photographie : Christian Pétron et Luc Besson
- Montage : Luc Besson
- Production : Patrice Ledoux

Coproducteurs : Luc Besson, Mario Cecchi Gori et Vittorio Cecchi Gori
Producteurs délégués : Claude Besson et David Robert Cobb
- Sociétés de production : Gaumont, Cecchi Gori Group Tiger Cinematografica et Les Films du Loup
- Distribution :  Gaumont,  Virgin Films
- Musique : Éric Serra
- Durée : 78 minutes
- Dates de sortie[2] :
  - France : 21 août 1991
  - Suisse romande : 18 novembre 1992
  - États-Unis : novembre 1992

### Musique
La musique du film est composée par Éric Serra, qui signe ici sa 6e collaboration avec Luc Besson, après L'Avant-dernier (1981), Le Dernier Combat (1983), Subway (1985), Le Grand Bleu (1988) et Nikita (1990).
Liste des titres
1. The Creation - 4:56
2. The Secret Life of Angels - 5:39
3. Visions of the Underway - 1:40
4. The Snake - 4:58
5. Iguana Dance - 5:06
6. Down to the Unknown World - 3:55
7. The Magic Forest - 2:19
8. In the Kingdom of Spirits - 3:49
9. The Legend of Manatees - 5:09
10. Time to Get Your Lovin' (feat. Vanessa Paradis) - 6:09
11. Shark Attack - 9:49
12. The Realms of Ice - 8:17

## Box-office
Le film totalise 1 070 271 entrées sur le sol français, dont 254 759 à Paris. Il est ainsi le 29e meilleur film du box-office français de 1991.